# Limekilns
Limekilns ist eine Ortschaft in der schottischen Council Area Fife. Sie liegt jeweils etwa drei Kilometer westlich von Rosyth südwestlich von Dunfermline am Nordufer des Firth of Forth.

## Geschichte
Im Mittelalter diente Limekilns als Seehafen der landeinwärts gelegenen Dunfermline Abbey. Die Mönche unterhielten am Standort ab 1362 ein Speichergebäude, das vermutlich im Wesentlichen als Kornspeicher für den Seehandel diente. Im frühen bis mittleren 16. Jahrhundert wurde der Speicher neu aufgebaut, woraus der heutige King’s Cellar hervorging. Der Name der Ortschaft bedeutet „Kalköfen“. Die namensgebenden Kalköfen wurde um 1780 auf Felsen über der Küste errichtet. In Limekilns wurden Seife und Seile produziert. Seit 1984 ist die Ortschaft als Conservation Area geschützt.
Zwischen 1841 und 1881 sank die Einwohnerzahl Limekilns’ von 950 auf 698. 1961 wurden 753 Einwohner gezählt. Nachdem im Jahre 1991 noch 1620 in Limekilns lebten, sank die Einwohnerzahl auf 1377 im Jahre 2011 ab.

## Verkehr
Limekilns liegt an der A985, die entlang der Forthküste von Kincardine nach Rosyth führt. Durch das nördlich gelegene Crossford verläuft die A994 (Dunfermline–Cairneyhill). Östlich von Rosyth besteht Anschluss an die M90.